# Heliothea herzi
Heliothea herzi är en fjärilsart som beskrevs av Otto Staudinger och Hans Rebel 1901. Heliothea herzi ingår i släktet Heliothea och familjen mätare. Inga underarter finns listade i Catalogue of Life.